# 久安桥
久安桥，是位于福建省福州市罗源县霍口畲族乡霍口村西的一个清代古建筑，2001年入选第三批罗源县文物保护单位。
久安桥是罗源境内最古老、单孔跨度最长的石桥，曾是连通福州至古田杉洋的必经之路，因形如虾蛄又被称作虾蛄桥，始建于清朝光绪年间，长17米，宽3.5米，单孔净跨10.5米，现总体保存完好。